# 巴协

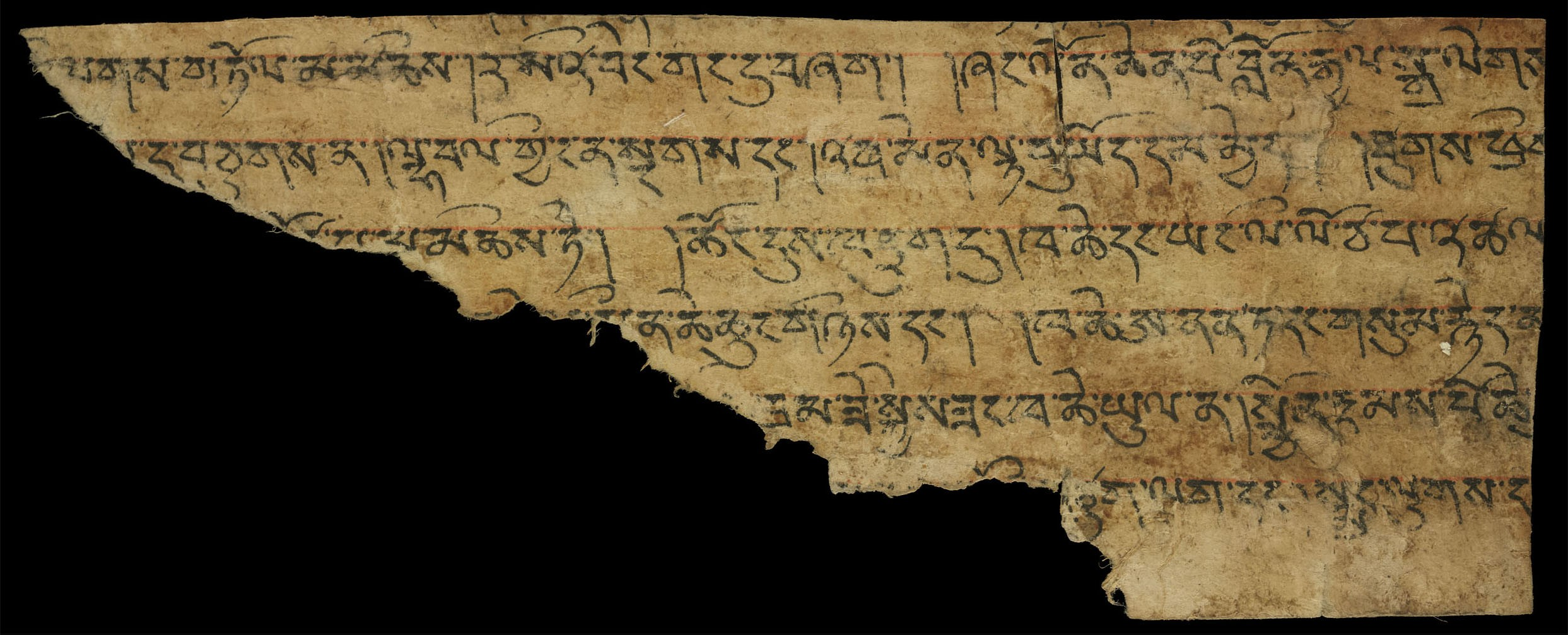
大英博物馆中保存的《巴协》残卷

《巴协》（藏語：དབའ་བཞེད，威利转写：dba' bzhed）是记载藏传佛教历史的一部重要史书，其成书时间大约在9世纪至10世纪期间，相传是由吐蕃王朝时期预试七人之一的巴·赛囊撰写。
《巴协》一书记载了自赤德祖赞试图兴佛至赤松德赞兴建桑耶寺为止的藏传佛教历史。其后有人为其续写，将历史记载延续至阿底峡大师进入西藏弘法为止。由于此书成书于赤松德赞兴佛期间，且历史记载比较详实，因而后世如《布顿佛教史》、《贤者喜宴》、《西藏王统记》、《西藏王臣记》等等众多史书在叙述该时期的历史时，都是依照这本书。